# Pago móvil

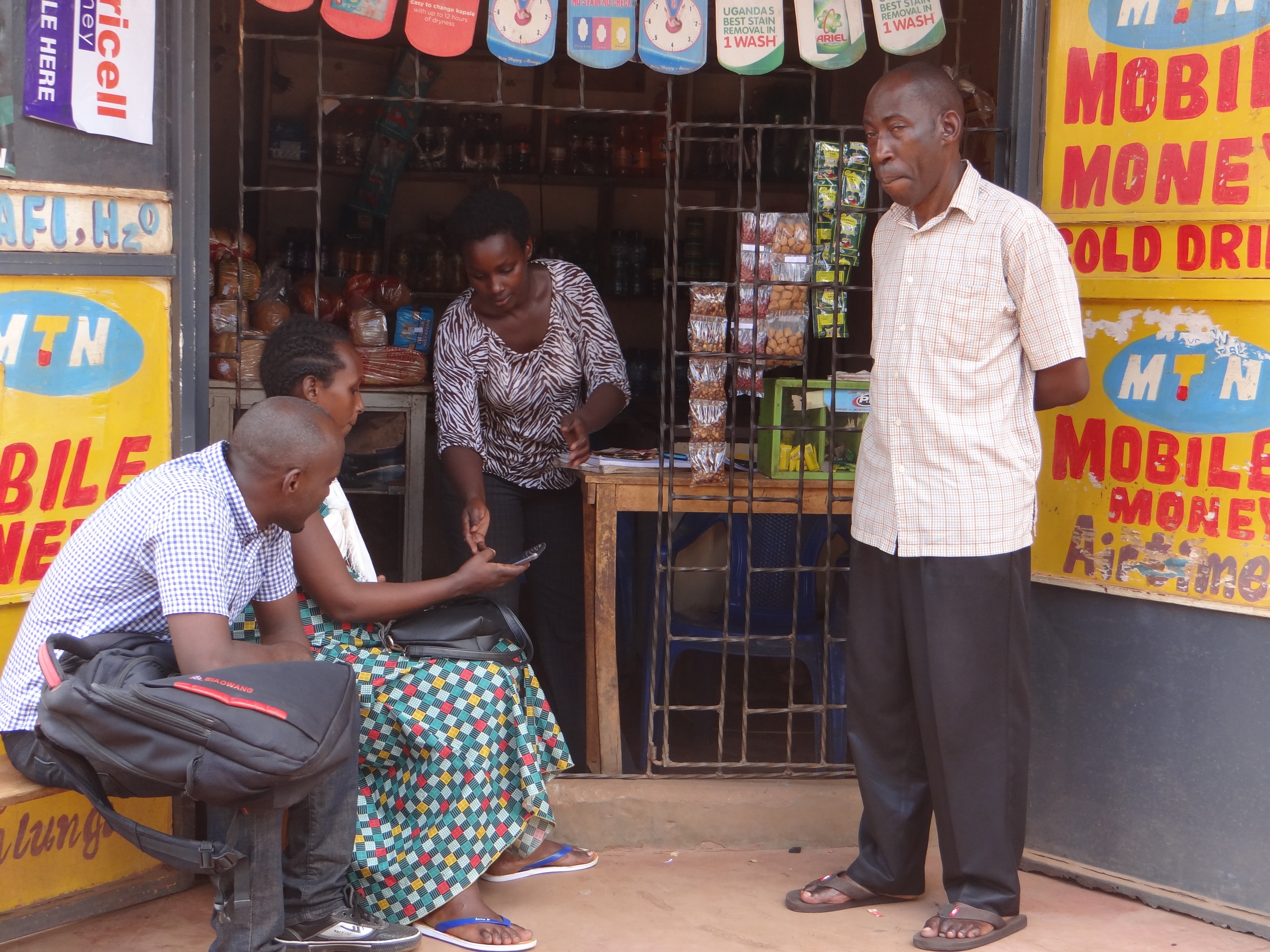
Pago móvil en Uganda.

El pago móvil o billetera móvil se refiere al conjunto de servicios que permiten realizar transacciones financieras a través de teléfonos móviles. Incluye tanto el pago de determinados productos y servicios como la transferencia de dinero de persona a persona. Sus características y ventajas varían en función de la empresa prestadora que puede ser una entidad financiera, una empresa de telecomunicaciones, una tarjeta de crédito o una alianza entre distintos tipos de compañías. Es todo pago que se realiza a través de un teléfono móvil. Con la masificación de los teléfonos inteligentes, han aparecido a su vez aplicaciones móviles especializadas para hacer pagos y cobros a través de ellos, implementando nuevas medidas de seguridad y agilizando los tiempos de las transacciones.

## Usos y tecnologías
Como parte de lo que genéricamente se llaman “pagos móviles” se distinguen al menos tres tipos de operaciones diferentes:
- Transferencia de dinero (entre distintos usuarios de telefonía móvil)
- Compras (comercio electrónico móvil o m-Commerce[3])
- Pago móvil en el punto de venta (utilizando el propio teléfono y acercándolo a un determinado lector, por ejemplo a través de la tecnología NFC)

## Expansión y perspectivas
Según datos de la consultora tecnológica Gartner, en 2011 había cerca de 160 millones de usuarios de pagos móviles en todo el mundo, cifra que para 2012 alcanzaría los 212 millones de acuerdo a las mismas previsiones. De acuerdo a distintos analistas, para que la adopción masiva de los pagos móviles se produzca deberá definirse con mayor precisión qué tipo de empresas lo impulsarán. En este punto, las opiniones están divididas entre el sector bancario y/o financiero, las compañías de telecomunicaciones y otro grupo de empresas ligadas a Internet como Amazon, PayPal, Groupon y Alipay. Asimismo, ha sido considerado como una de las modalidades más rápidas de inclusión financiera, pudiendo ingresar al comercio electrónico a personas desbancarizadas, convirtiéndolos así en potenciales nuevos clientes de la banca mediante esta modalidad.

## En el mundo

### Argentina
Existen varias plataformas de pago móvil en Argentina, conocidas como billeteras virtuales, entre las que se pueden nombrar:
- Fintech: Mercado Pago (MercadoLibre) y Ualá
- Bancos: BNA+ (Banco Nación) y Cuenta DNI (Banco Provincia)[8]
- Redes de cajeros automáticos: VALEpei (Red Link) y TodoPago (Banelco)
- Redes de cobranza: Rapipago

### Bolivia
En Bolivia existe varias aplicaciones y billeteras móviles en moneda nacional, excepto PayPal como son: 
- Tigo Money[9]
- Billetera Móvil del Banco Nacional de Bolivia,[10]
- Yape Bolivia del Banco de Crédito de Bolivia (BCP)[11] Yape es una aplicación móvil donde te registras con tu número de celular, sin necesidad de tener una cuenta de BCP. Con Yape Bolivia puedes enviar y recibir dinero de manera gratuita las 24 horas del día con tan solo el número de tus contactos o escaneando códigos QR para transferir entre yaperos u otros bancos.[12] tiene servicio de pago y cobro fácil QR "SIMPLE", y se puede añadir tarjeta de débito del mismo banco sí es que tienes cuenta de ahorros o corriente. En 2023, fue reemplazado por Yape muy usado en Perú siendo aplicación también del  BCP de aquel país.[13]
- Aplicación CASH Billetera Móvil, a través de la operadora telefónica Viva tiene servicio de pago y cobro fácil QR "SIMPLE"
- Billetera Móvil de Entel.
- Yolo Pago del Banco Ganadero[14] tiene servicio de pago y cobro fácil QR "SIMPLE"

### Chile
En 2016, el BancoEstado añadió en su aplicación móvil la función de pago móvil en pesos chilenos entre cuentas vista del mismo banco llamada «PagoRut», que utiliza el método de código QR para realizar pagos y cobros. Ese mismo año y para competir con el banco estatal, el Banco de Crédito e Inversiones lanzó su plataforma de pago móvil «Mach», que se encuentra asociada a PayPal para pagos en dólares efectuados en el extranjero (cobrando una comisión por cambio de divisas) y permite asociarla a cualquier cuenta bancaria de un banco chileno. En 2018, el Banco Falabella se asoció con Google Pay para otorgar la opción de pago sin contacto usando el teléfono inteligente en vez de una tarjeta física, válido para sus cuentas de débito, crédito y CMR Falabella. En 2019, el Banco Santander Chile lanzó su propia aplicación para pago móvil y tarjeta virtual prepagada (MasterCard) llamada «Superdigital».

### Colombia
Aunque es calificado como uno de los mercados más preparados para adoptar el pago móvil,[¿quién?] todavía en 2011 la mayoría de las transacciones financieras se realizaban mediante internet y cajeros automáticos.
La Compañía EN LINEA PAGOS quien posteriormente en el año 2021 se transforma en ELP LATAM  lanza al mercado en el año 2011 el servicio de Paga Móvil APP, aplicación que permite realizar pagos móviles con Tarjetas de Crédito, cuentas Corrientes y de Ahorros en Colombia.

### España
Las tres grandes compañías de telefonía móvil del país (Telefónica, Orange y Vodafone) unificaron en 2011 sus estándares de NFC para impulsar el uso del pago móvil entre los usuarios. Desde esa fecha, tanto entidades bancarias, como operadoras de telefonía han lanzado sus "wallets" NFC o soluciones de pago móvil cerradas, Un ejemplo es Bizum, nacida de la colaboración de la gran mayoría de las entidades bancarias del país.
También cabe destacar la aparición de muchas startups que suman herramientas de fidelización o estadísticas a la herramienta de pago y que, generalmente, utilizan QR Codes como identificador en lugar del estándar bancario, NFC.

### Estados Unidos
Entre los servicios de pago móvil por proximidad (es decir, que utilizan tecnología NFC) se destacan los implementados por la firma Isis (compañía pionera conformada por las empresas T-Mobile, Verizon Wireless y AT&T Mobility), el reciente servicio de Apple Inc. llamado Apple Pay que en tan solo 72 horas reunió un millón de registros de tarjetas de crédito, la plataforma Google Wallet que fue lanzada por Google en 2011 como una aplicación para Android.

### Perú
Las billeteras surgieron por una mayor tendencia por su sencillez que las cuentas bancarias tradicionales. Estas solían terner más limitaciones que los bancos tradicionales; según la Superintendencia de Banca, Seguros y AFP, el fondo límite en 2022 fue de tres mil soles.
En 2021 sesenta mil negocios en el país adoptaron ese nuevo sistema; en que las billeteras de BCP (bajo la marca Yape), Scotiabank, BBVA e Interbank (las tres bajo la marca Plin, que contó con una autonomía limitada) permitieron realizar pagos con identificar el número telefónico o escanear el código QR.  Entre enero a octubre de 2022 las billeteras Yape, Plin, Tunki (antes de fusión con Plin) y BIM (inicialmente disponible en celulares básicos) realizaron 979.5 millones de operaciones por un monto total cercano a los sesenta mil millones de soles. Para 2023 las billeteras digitales ofrecidas por los servicios Yape y Plin son interoperativas por pedido de Asbanc.
Sin embargo, OCDE expresó preocupación de un posible control de las principales empresas en obtener más detalles del negocio en el futuro, por lo que instituciones públicas propusieron un concepto de Open Banking por medio de billeteras.
Las billeteras digitales que operan en Perú son:
| País | Billetera | Casa matriz              | Afiliaciones                 | Ref.   |
| ---- | --------- | ------------------------ | ---------------------------- | ------ |
| Perú | BIM       | Pagos Digitales Peruanos | Cajas municipales            | [ 32 ] |
| Perú | Yape      | Credicorp                | BCP                          | [ 33 ] |
| Perú | Plin      | Intercorp                | Interbank, BBVA y Scotiabank | [ 34 ] |
| Perú | IzipayYa  | Intercorp                | Solo empresas                | [ 35 ] |

### República Dominicana
La compañía GCS Systems lanzó en 2010 el servicio tPago, en convenio con las operadoras de telefonía móvil del país (Viva, Claro y Orange). La plataforma posibilita tanto las transacciones financieras como no financieras (recargas de crédito para telefonía). En su primer año de funcionamiento el sistema contaba con más de 135 mil usuarios.

### Venezuela
En Venezuela el servicio está disponible desde octubre de 2017 por medio de la Banca Publica y Privada. El mismo permite la transferencia de dinero inmediata entre diferentes cuentas bancarias de diferente banco, y se ha convertido en uno de los medios de pago más comunes en este país.